# Drumul european E713
Drumul european 713 leagă Valence de Grenoble în Franța.

## Traseu
| Franța |                         |          |                              |
|        | Traseu                  |          | Intersecții Drumuri Europene |
| RN7    | Valence - Tullins       | Valence  | E15                          |
| A48    | Tullins - Saint-Égrève  | Voreppe  | E711                         |
| RN481  | Saint-Égrève - Grenoble | Grenoble | E712                         |